# Kościół Najświętszego Imienia Maryi w Sulechowie
Kościół pw. Najświętszego Imienia Maryi – rzymskokatolicki kościół parafialny należący do parafii wojskowej Najświętszego Imienia Maryi w Sulechowie.

## Historia
Świątynia została zbudowana w latach 1780-1790 jako farbiarnia. W dniu 12 listopada 1863 roku Sulechowska wspólnota katolicka zakupiła opuszczony budynek przystępując do urządzania katolickiego kościoła. W dniu 2 grudnia 1863 roku powstała katolicka stacja misyjna, która w dniu 31 marca 1864 roku została przekształcona w prawnie erygowaną rzymskokatolicką parafię.
Prace adaptacyjne trwały 3 lata, w ich efekcie powstała budowla w stylu neoromańskim. Długość świątyni wynosiła około 25 metrów, szerokość około 13 metrów. Inauguracyjna Mszę święta z udziałem kilkuset wiernych, wielu katolickich księży i przedstawicieli władz, odprawiona została w dniu 15 września 1867 roku, czyli w Święto Najświętszego Imienia Maryi, patronki parafii.
W 1872 roku została dobudowana do zachodniej ściany kościoła kwadratowa wieża, nakryta strzelistym dachem hełmowym, zostały zawieszone na niej dwa dzwony o masie 800 i 400 kilogramów. Zostały odlane ze zdobytych podczas wojny francusko-pruskiej dział, ofiarowanych Sulechowowi przez cesarza Wilhelma I. Podczas I wojny światowej w 1917 roku, w ramach rekwizycji metali kolorowych, większy dzwon został bezpowrotnie zdemontowany i przeznaczony na cele zbrojeniowe.

### Po II wojnie światowej
Po zakończeniu II wojny światowej, prawnie świątynia pełniła funkcję kościoła parafialnego, aż do 1980 roku. Faktycznie jednak, od 1946 roku pełniła rolę kościoła pomocniczego, w którym w każdą niedzielę odprawiana była jedna Msza święta.
W dniu 1 lutego 2015 roku świątynia została użyczona przez diecezję zielonogórsko-gorzowską dla potrzeb wojska, a Biskup Polowy WP erygował w tym dniu parafię Wojskową w Sulechowie. W dniu 30 kwietnia 2015 roku w obecności biskupa diecezji zielonogórsko-gorzowskiej Tadeusza Lityńskiego i Biskupa Polowego Wojska Polskiego Józefa Guzdka, kościół został uroczyście przekazany duszpasterstwu wojskowemu.